# فرودگاه وانیمو
فرودگاه وانیمو (به انگلیسی: Vanimo Airport) یک فرودگاه با کد یاتا VAI است که یک باند فرود آسفالت دارد و طول باند آن ۱۷۶۰ متر است. این فرودگاه در کشور پاپوآ گینه نو قرار دارد و در ارتفاع ۳ متری از سطح دریا واقع شده است.

## شرکت‌های هواپیمایی و مقصدهای پروازی
The following شرکت هواپیماییs offer scheduled passenger service from this airport:
| شرکت‌های هواپیمایی | مقصدهای پروازی |
| ----------------- | -------------- |
| Airlines PNG      | جکسنز، Tufi    |